# Arnaut de Carcasses
Arnaut de Carcasses o Carcassés o Carcassès o anche Arnault de Carcassès (fl. 1200-1250) è stato un trovatore occitano del XIII secolo, originario di Carcassès (Carcassonne o Roque de Fa).
Si presume sia autore delle Novas del Papaguay ("Novella del pappagallo") o unicamente il rielaboratore di un'opera precedente, oppure il traduttore, in quanto il presunto manoscritto originale in lingua francese potrebbe appartenere a un troviero. L'opera, scritta in lingua occitana, appartiene al genere delle novas ed è composta di 310 versi ottonari, il cui tema, tipico dei fabliaux francesi (dove il pappagallo incita la dama a ingannare il marito onde punirlo della sua gelosia) fornirà le basi al Flamenca e ai Castia-gilos.
Novas del Papaguay
  Dins un verdier de mur serrat,

  a l'ombra d'un laurier folhat,

  auzi contendre' un papagay

  de tal razo com ye.us dirai.

          [...]